# ランシット・ユニバーシティFC
ランシット・ユニバーシティFC（タイ語: สโมสรฟุตบอลมหาวิทยาลัยรังสิต เอฟซี, 英語: Rangsit University Football Club）は、タイ王国のパトゥムターニー県をホームタウンとするサッカークラブ。

## 歴史
2009年にランシット・ユニバーシティFCの名前でリージョナルリーグ・ディヴィジョン2（3部）に加入した。翌年はJ.W.ランシットFC（英語: JW Rangsit Football Club）に名前を変更してバンコク地区で準優勝した。チャンピオンシップではグループAの4位に終わり自動昇格は逃したが、タイ・ディヴィジョン1リーグで13位だったラヨーン・ユナイテッドFC（当時はプラーチーンブリーFC）とのプレーオフに勝ってディヴィジョン1リーグへの昇格を決めた。
2012年はディヴィジョン1で16位に終わりディヴィジョン2に降格した。降格が決定したことによって、スポンサー（オーナー）のJW Glassが撤退したため、クラブ名をランシット・ユニバーシティFC、スタジアムをランシット・ユニバーシティ・スタジアムに戻した。ディヴィジョン2では以前所属していたバンコク地区ではなく、中央・東部に所属している。

## タイトル

### 国内タイトル
- リージョナルリーグ・ディヴィジョン2 バンコク地区
  - 準優勝 (1) :  2010

## 過去の成績
- 2009 リージョナルリーグ・ディヴィジョン2 バンコク地区 : 8位
- 2010 リージョナルリーグ・ディヴィジョン2 バンコク地区 : 2位
  - チャンピオンシップ グループA 4位 (昇格)
- 2011 タイ・ディヴィジョン1リーグ : 13位
- 2012 タイ・ディヴィジョン1リーグ : 16位 (降格)
- 2013 リージョナルリーグ・ディヴィジョン2 中央・東部 : 10位
- 2014 リージョナルリーグ・ディヴィジョン2

## 歴代所属選手
- 滝澤邦彦 2012,2014-